# Сеака (Салатручел)
Сеака (рум. Seaca) насеље је у Румунији у округу Валча у општини Салатручел. Oпштина се налази на надморској висини од 397 m.

## Становништво
Према подацима из 2002. године у насељу је живело 138 становника, од којих су сви румунске националности.